# Liste von historischen Heil-, Pflege- und Sozialeinrichtungen in Radebeul

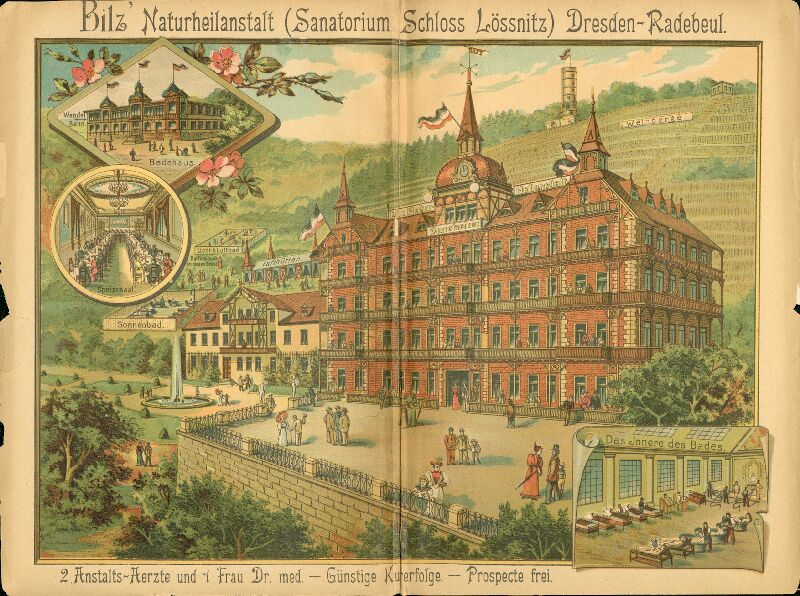
Zeitgenössische Darstellung des Bilz-Sanatoriums mit den Licht-, Luft- und Sonnenbädern sowie den Promenierwegen durch die Weinberge

Die Liste von historischen Heil-, Pflege- und Sozialeinrichtungen in Radebeul gibt eine Übersicht über heutige und ehemalige Heileinrichtungen wie Krankenhäuser oder Sanatorien, Pflegeeinrichtungen wie Siechenhäuser und Sozialeinrichtungen wie Altenheime, Kleinkinderbewahranstalten oder Kindertagesstätten in der sächsischen Stadt Radebeul beziehungsweise deren Gebäude, von denen die meisten unter Denkmalschutz stehen oder die auch heute noch eine Rezeption in der Literatur erlangen.

## Legende
Die in der Tabelle verwendeten Spalten listen die im Folgenden erläuterten Informationen auf:
- Name, Bezeichnung: Bezeichnung des einzelnen Objekts.
- Adresse, Koordinaten: Heutige Straßenadresse, Lagekoordinaten.

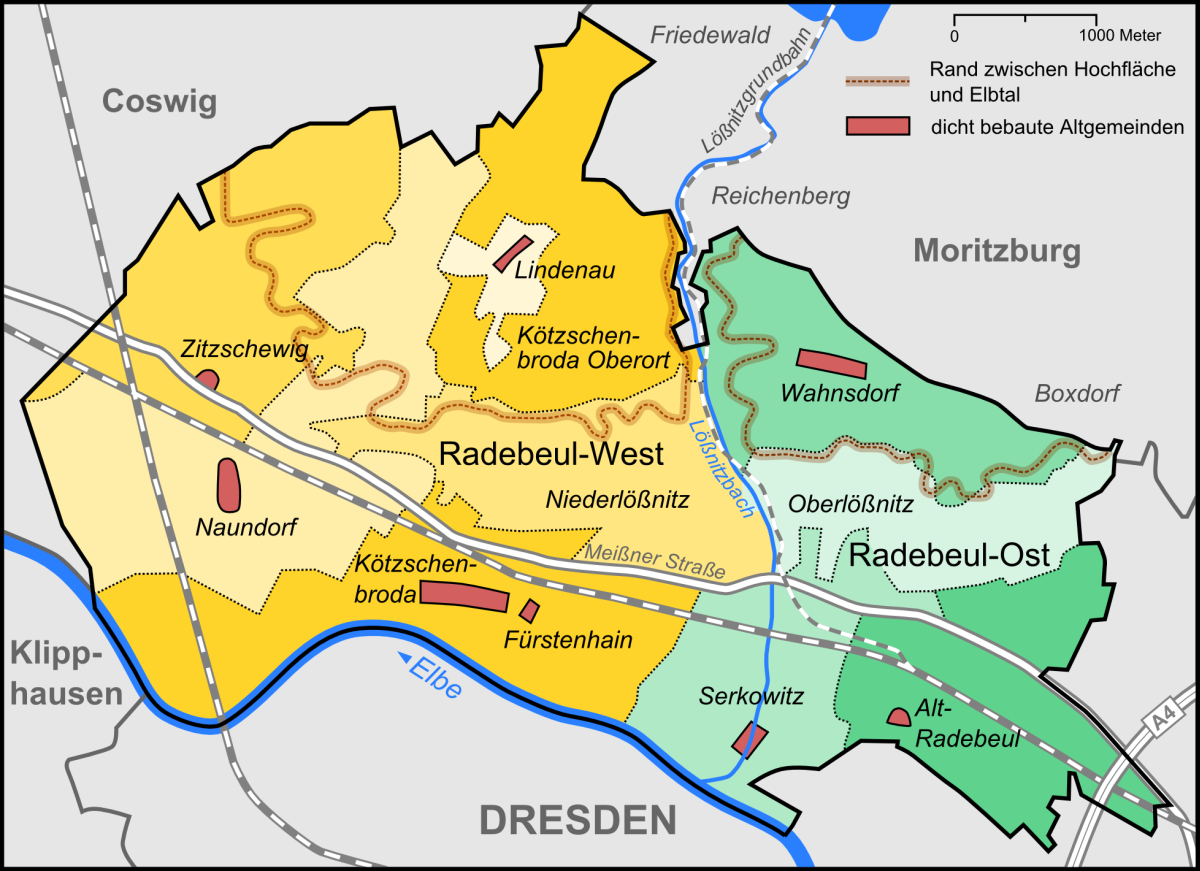
Übersicht über die Lage der Radebeuler Stadtteile

- Stadtteil: Heutiger Radebeuler Stadtteil, so wie in der hiesigen Karte dargestellt. Vor 1839, dem Gründungsjahr von Oberlößnitz und Niederlößnitz, lagen die betreffenden Anwesen auf Radebeuler, Serkowitzer, Kötzschenbrodaer oder Naundorfer Weinbergsflur.
  - FUE: Fürstenhain
  - KOE: Kötzschenbroda
  - KOO: Kötzschenbroda-Oberort
  - LIN: Lindenau
  - NAU: Naundorf
  - NDL: Niederlößnitz
  - OBL: Oberlößnitz
  - RAD: Alt-Radebeul
  - SER: Serkowitz
  - WAH: Wahnsdorf
  - ZIT: Zitzschewig
- Datum: Besondere Baujahre, so weit bekannt oder ableitbar, teilweise auch Datum der Ersterwähnung der Liegenschaft.
- Baumeister, Architekten: Baumeister, Architekten und weitere Kunstschaffende.
- Art des Kulturdenkmals, Bemerkung: Nähere Erläuterung über den Denkmalstatus, Umfang der Liegenschaft und ihre Besonderheiten.
- Kürzelverzeichnis:[1]
  - ED: Das Objekt ist ein Einzeldenkmal.
  - SG: Das Objekt ist Teil einer denkmalpflegerischen Sachgesamtheit.
  - WLG: Das Objekt ist ein Werk der Landschafts- und Gartengestaltung.
  - DNA: Das Objekt ist eine denkmalpflegerische Nebenanlage.
- Bild: Foto des Hauptobjekts.

## Heil-, Pflege- und Sozialeinrichtungen
| Name, Bezeichnung | Adresse, Koordinaten                            | Stadtteil | Datum                                                      | Baumeister, Architekten                                                                    | Art des Kulturdenkmals, Bemerkung | Bild                                                                       |
| --- | ----------------------------------------------- | --------- | ---------------------------------------------------------- | ------------------------------------------------------------------------------------------ | --- | -------------------------------------------------------------------------- |
| Hirten- und Armenhaus Kötzschenbroda                                                                                                 | Altkötzschenbroda 70 (Lage)                     | KOE       | vermutlich Ende 17. Jh., evtl. 1. H. 19. Jh.?, 1998/99     |                                                                                            | ED. Hirten- und Armenhaus, vermutlich Ende des 17. Jh. erbaut, 1998/99 saniert. Radebeuler Bauherrenpreis 1999 und 2000 | Ehemaliges Hirtenhaus                                                      |
| Frauen-Genesungsheim „Alt-Wettinhöhe“                                                                                                | Alt-Wettinshöhe 1, 2 (Lage)                     | ZIT       | 1898/99                                                    |                                                                                            | ED. Ehemaliges Genesungsheim der Allgemeinen Ortskrankenkasse für Dresden. Personalwohnheim und Heizhaus (Nr. 1), Kurgebäude (Nr. 2). Heute Wohnanlage | Ehem. Frauen-Genesungsheim „Alt-Wettinhöhe“                                |
| Kreispflegeheim Lößnitzhöhe, Männergenesungsanstalt Altwettinshöhe                                                                   | Auerweg 1a (Lage)                               | ZIT       | um 1925                                                    |                                                                                            | ED. Ehem. Pflegeheim mit Bettenhaus. Heute Wohnanlage | Ehem. Kreispflegeheim Lößnitzhöhe                                          |
| Männergenesungsanstalt Altwettinshöhe, Tuberkuloseheilstätte Lößnitzhöhe, Wettinshöhe                                                | Auerweg 2, 2a (Lage)                            | ZIT       | 1875, 1879/80                                              | August Große (Gärtnerhaus), Gebrüder Ziller (Umbau)                                        | ED WLG. Ehemaliges Berggasthaus, dann Villa, mit Remise, Portalanlage, Einfriedung, Alleen, kleines Gärtnerhaus (Nr. 2a), Weinberg | Haus Wettinhöhe                                                            |
| Armenhaus Oberlößnitz | An der Jägermühle 12 (Lage)                     | OBL       | vermutlich Mitte 19. Jh., 1996–98                          |                                                                                            | Kein Denkmalschutz. Armenhaus, vermutlich Mitte des 19. Jh. erbaut, 1996–98 saniert. Radebeuler Bauherrenpreis 1998 | Ehemaliges Armenhaus Oberlößnitz                                           |
| Kinderarche Sachsen, Wohnbereich „Wach’sche Villa“; Villa Wach                                                                       | Augustusweg 62 (Lage)                           | OBL       | 1672, 1790, um 1850, 1913                                  |                                                                                            | Kein Denkmalschutz. Herrenhaus. Besitzer, Bewohner Christian Friedrich von Gregory, Edward Goschen, Gustav von Metzsch, Felix Wach | Villa Wach                                                                 |
| Kinderheim Lotte Rotholz, Hagensche Villa                                                                                            | Augustusweg 105 (Lage)                          | OBL       | 1907                                                       | Oskar Menzel                                                                               | ED. Villa mit Einfriedung | Hagensche Villa                                                            |
| Bilz-Sanatorium (Haus IV), Jägerberg                                                                                                 | Augustusweg 110 (Lage)                          | OBL       | 1850/60, 1871/72, 1895/96                                  | Gebrüder Ziller (Umbau), Gustav Röder (Umbau Scheune)                                      | ED WLG. Villa mit Wintergarten, Stall, Scheune, Remise, Torhaus, Weinkeller, Gartenplastik, Brunnenanlage und z. T. terrassiertem Park, darin künstliche Ruine sowie Bastion mit Aussichtsturm („Blechburg“) und Einfriedung. Bewohner Eduard Bilz | Ehemaliges Bilz-Sanatorium (Haus IV)                                       |
| Ermelhaus | Augustusweg 112, 112a (Lage)                    | OBL       | 1893                                                       |                                                                                            | ED. Zeitweise Städtisches Krankenhaus Dresden Neustadt, (ehemals Wohnhaus) mit Einfriedungsmauer und Grenzstein | Ermelhaus                                                                  |
| Fiedlerhaus | Augustusweg 114, 114a-g, 116, 116a (Lage)       | OBL       | um 1715, 1880, umgebaut 1893, 1900                         | Gebrüder Ziller (Saalbau)                                                                  | ED. Zeitweise Städtisches Krankenhaus Dresden Neustadt, Gebäude eines ehemaligen Weingutes und Saalbau (ehem. Sommerhaus) | Fiedlerhaus in Radebeul, Südseite                                          |
| Dr. Kadner’s Sanatorium, Dr. Oeder’s Diätkuranstalt, Rentnerheim Niederlößnitz, Villa Borstraße 9                                    | Borstraße 9 (Lage)                              | NDL       | um 1850                                                    | Christian Gottlieb Ziller                                                                  | Kein Denkmalschutz. Villa. Heute Pflege-Wohnpark | Seniorenresidenz Herderpark, Villa                                         |
| Dr. Kadner’s Sanatorium, Dr. Oeder’s Diätkuranstalt, Rentnerheim Niederlößnitz (Ergänzungsbauten)                                    | Borstraße 9 (Lage)                              | NDL       | 1880–83                                                    | Gebrüder Ziller (Ergänzung)                                                                | Kein Denkmalschutz. Sanatorium. Heute Pflege-Wohnpark | Seniorenresidenz Herderpark, Hauptgebäude                                  |
| Physikalisch-diätetisches Sanatorium für Herz-, Nerven-, Stoffwechsel-, Alkoholkranke und Erholungsbedürftige Dr. Greif, Villa Lotti | Dr.-Schmincke-Allee 18 (Lage)                   | SER       | um 1890                                                    |                                                                                            | Kein Denkmalschutz. Villa mit Einfriedung | Südost: Nr. 18 (Villa Lotti)                                               |
| Physikalisch-diätetisches Sanatorium für Herz-, Nerven-, Stoffwechsel-, Alkoholkranke und Erholungsbedürftige Dr. Greif, Villa Minni | Dr.-Schmincke-Allee 20 (Lage)                   | SER       | 1890                                                       | F. W. Eisold                                                                               | ED. Villa mit Gartenhaus und Einfriedung | Villa Dr.-Schmincke-Allee 20, am nordöstlichen Rand des Fontainenplatzes.  |
| Bilz-Sanatorium, Schloss Lössnitz | Eduard-Bilz-Straße 53, 55, 55a, 55b, 57 (Lage)  | OBL       | 1892/93, 1894/95, 1921                                     | Carl Käfer (Umbau Haus I), Gebrüder Ziller, Alwin Höhne (Anbau)                            | ED SG. Sanatoriumsgebäude mit Aussichtsturm („Mäuseturm“), Weinberg und Einfriedung. Besitzer: Eduard Bilz | ehemaliges Bilz-Sanatorium 2008, rechts Schloss Lössnitz                   |
| Hertwig-Bünger-Heim | Einsteinstraße 30, Lessingstraße 1 (Lage)       | RAD       | 1929                                                       | Alfred Tischer (Entwurf), Alwin Höhne (Bau)                                                | ED. Ehemaliges Feierabendheim „Käthe Niederkirchner“, Wohnanlage, originale Teile der Einfriedung, Eckpavillon. Benannt nach Doris Hertwig-Bünger bzw. Käthe Niederkirchner | Hertwig-Bünger-Heim                                                        |
| Kindertagesstätte „Knirpsenland“, Mietvilla Franke & Berghold                                                                        | Gartenstraße 46 (Lage)                          | RAD       | 1906                                                       | Benno Hübel                                                                                | ED. Mietvilla mit Einfriedung, Farbglasfenster erhalten (Fabrikantenvilla, Comptoir- und Wohngebäude) |                                                                            |
| Kindertagesstätte „Alte Schule Zitzschewig“, Dorfschule Zitzschewig                                                                  | Gerhart-Hauptmann-Straße 12 (Lage)              | ZIT       | 1841/42, 1876, 1895, 1915                                  |                                                                                            | Kein Denkmalschutz. Ehemaliges Schulgebäude, ab 1915 mit Turnhalle, heute Kindertagesstätte. Siehe Gerhart-Hauptmann-Gedenkstein | Ehemalige Dorfschule Zitzschewig                                           |
| Kindertagesstätte „Zur Bimmelbahn“, Villa Gohliser Straße 8                                                                          | Gohliser Straße 8 (Lage)                        | SER       | um 1880                                                    |                                                                                            | ED. Villa im Stil italienischer Renaissance | Villa Gohliser Straße 8                                                    |
| Christliches Kinderhaus „Guter Hirte“, Rathaus Oberlößnitz                                                                           | Hauptstraße 49 (Lage)                           | OBL       | 1900                                                       |                                                                                            | ED. Ehemaliges Oberlößnitzer Rathaus, später Mietvilla | Ehemaliges Oberlößnitzer Rathaus                                           |
| Kreiskrankenhaus Radebeul, „Neues“ Siechenhaus Bethesda                                                                              | Heinrich-Zille-Straße 13 (Lage)                 | NDL       | 1877–79, 1896                                              | Gebrüder Ziller                                                                            | ED. Kreiskrankenhaus Radebeul, Krankenhausanlage mit Haupt und Nebengebäuden sowie Gedenkstein | Ehem. Siechenhaus Bethesda, heute Haus 1                                   |
| Kreiskrankenhaus Radebeul, „Altes“ Siechenhaus Bethesda Steinernes Haus                                                              | Heinrich-Zille-Straße 13a (Lage)                | NDL       | 1863                                                       | Moritz Ziller (Ausbau, Erweiterung)                                                        | ED. Kreiskrankenhaus Radebeul, Krankenhausanlage mit Haupt und Nebengebäuden sowie Gedenkstein | Steinernes Haus                                                            |
| Magdalenenasyl „Talitha kumi“, Hedwig-Fröhlich-Haus                                                                                  | Heinrich-Zille-Straße 15 (Lage)                 | NDL       | 1864, um 1930                                              | Gebrüder Ziller                                                                            | ED. Diakonissen- und Altersheim | Hedwig-Fröhlich-Haus, links der Kapellenflügel                             |
| Bauer’s Spezial-Institut für Diabetiker                                                                                              | Heinrich-Zille-Straße 84 (Lage)                 | NDL       |                                                            |                                                                                            | Kein Denkmalschutz. Franz Ludwig Bauer (1857–1913; „Zuckerbauer“) vertrieb Djoeat, später Diamel als Antidiabeticum | Bauer’s Spezial-Institut für Diabetiker                                    |
| Waldorfkindergarten Radebeul | Horst-Viedt-Straße 1 (Lage)                     | NDL       | um 1900                                                    |                                                                                            | ED. Mietvilla mit Einfriedung, in Ecklage | Mietvilla Horst-Viedt-Straße 1                                             |
| Seniorenresidenz Weinbergblick, Verwaltungsgebäude Elektrizitätsverband Gröba                                                        | Körnerweg 5 (Lage)                              | NDL       | 1924                                                       | Otto Rometsch                                                                              | ED. Elektrizitätsverband Gröba. Verwaltungsgebäude mit Remise, Einfriedung und gestaltetem Eingangsbereich. Heute Seniorenresidenz Weinbergblick | Verwaltungsgebäude Elektrizitätsverband Gröba, aus Richtung Meißner Straße |
| Hertwig-Bünger-Heim | Lessingstraße 1, Einsteinstraße 30 (Lage)       | RAD       | 1929                                                       | Alfred Tischer (Entwurf), Alwin Höhne (Bau)                                                | ED. Ehemaliges Feierabendheim „Käthe Niederkirchner“, Wohnanlage, originale Teile der Einfriedung, Eckpavillon. Benannt nach Doris Hertwig-Bünger bzw. Käthe Niederkirchner | Hertwig-Bünger-Heim                                                        |
| Töchterheim Sallawa, Villa Ernst Louis Becher                                                                                        | Ludwig-Richter-Allee 6 (Lage)                   | NDL       | 1875–77, 1927/28                                           | Adolf Neumann, Alfred Tischer                                                              | ED. Villa mit Einfriedung. Besitzer Adolf Neumann, Melitta und Helene Meyer genannt von Sallawa und Radau | Villa Ernst Louis Becher                                                   |
| Kindertagesstätte „Märchenland“, Villa Friedrich Hermann Clemens Fichtner                                                            | Marienstraße 5 (Lage)                           | RAD       | 1894, 1896, 1904/05, 1967                                  | Julius Förster, Wilhelm Seifert (Anbau)                                                    | ED. Villa. 1967 Umbau zum Schulhort der Grundschule „Friedrich Schiller“, heute Kita „Märchenland“. Besitzer: Alfred Bergmann |                                                                            |
| Kinderhaus Oberlößnitz, Lindenhof | Maxim-Gorki-Straße 18 (Lage)                    | OBL       | 1715 Weingut, 1789, 1947, seit 1998                        | Paul Löffler (Umbau)                                                                       | ED WLG. Winzerhaus mit südlich vorgelagertem Garten (ehemals Weinanlage) und Einfriedung. Um 1853 Erwähnung der Gastwirtschaft „Lindenhof“, nach 1908 bis 1945 Kinderhaus Oberlößnitz | Lindenhof                                                                  |
| Bilz-Licht-Luft- und Wellenbad, Undosa-Wellenbad, Bilzbad                                                                            | Meiereiweg 108 (Lage)                           | KOO       | 1905, 1908, 1912, 1927/28                                  | F. W. Eisold, Johannes Heinsius, Alfred Tischer                                            | ED. Freibad mit sogenanntem Undosa Wellenbad. Besitzer: Eduard Bilz | Badende bei Wellengang                                                     |
| Landhaus Beschke | Meißner Straße 158 (Lage)                       | NDL       | um 1905, 1914, 1934                                        | Patitz & Lötzsch (Erweiterung), Felix Sommer (Anbauten)                                    | ED. Mietvilla mit Einfriedung, heute eine Sozialeinrichtung des Arbeiter-Samariter-Bundes | Landhaus Beschke                                                           |
| Kindertagesstätte Thomas Müntzer, Villa Tanger                                                                                       | Meißner Straße 159 (Lage)                       | KOE       | 1873                                                       | Gebrüder Ziller                                                                            | ED WLG. Villa mit Nebengebäude und Gartenanlage | Villa Meißner Straße 159, Gartenanlage                                     |
| Gefängnis und Armenhaus Zitzschewig                                                                                                  | Meißner Straße 426 (Lage)                       | ZIT       | 1897                                                       |                                                                                            | Trotz Denkmalschutz um 2010 abgebrochen. Ehemaliges Stallgebäude mit Kutscherwohnung, Gefängnis und Armenhaus, mit Einfriedung? | Gefängnis und Armenhaus Zitzschewig                                        |
| Kindertagesstätte Mohrenhaus | Moritzburger Straße 51 (Lage)                   | NDL       | 1544, 17. Jh. Mohrenköpfe, 1819, 1868–71, 1910–12          | Gebrüder Ziller (Umbau), Max Herfurt (Entwurf Umbau), Alwin Höhne (Umbau)                  | ED DNA. Herrenhaus mit Wintergarten, Wirtschaftsgebäude, Park, Pavillon und künstliche Ruine. Besitzer Familien von Schonbergk, von Bose, Alwin Bauer | Mohrenhaus, Gartenseite                                                    |
| Pfarrtöchterheim (Erweiterungsgebäude Mathildenhaus)                                                                                 | Neufriedstein 1 (Lage)                          | NDL       | 1904                                                       | Adolf Neumann (Gegenentwurf und Bau des Erweiterungsgebäudes Felix Sommer)                 | ED SG. Neufriedstein, östliches Gebäude (freistehend) | Mathildenhaus (rechts)                                                     |
| Pfarrtöchterheim, Neufriedstein | Neufriedstein 2 (Lage)                          | NDL       | 1417 Wehlsberg, 1778–80, 1904 erweitert                    |                                                                                            | ED SG. Herrenhaus (Pfarrtöchterheim) mit Winzerhaus, Mätressenschlösschen, Parkanlage und Weinberg. Besitzer: Herren von Köckeritz auf Burg Wehlen, Johann George Ehrlich | Herrenhaus Neufriedstein (Mitte)                                           |
| Pfarrtöchterheim (Erweiterungsgebäude)                                                                                               | Neufriedstein 2a (Lage)                         | NDL       | 1893                                                       | Adolf Neumann                                                                              | ED SG. Neufriedstein, westliches Gebäude | Pfarrtöchterheim, Erweiterungsgebäude (links)                              |
| Naturheilanstalt „Schloss Niederlössnitz“, Ausbildungsstätte „Amalie Sieveking“, Lößnitzheim                                         | Obere Bergstraße 3 (Lage)                       | NDL       | um 1860, 1897, 1919                                        | Adolf Neumann (Aufstockung)                                                                | ED. Ausbildungsstätte „Amalie Sieveking“, Kirchliche Ausbildungsstätte, Dreiflügelanlage mit Turm | Naturheilanstalt „Schloss Niederlössnitz“                                  |
| Sozialpsychiatrisches Gemeindezentrum Radebeul, Haus Sydow, Villa Madelon                                                            | Paradiesstraße 36 (Lage)                        | NDL       | 1852, 2005/06                                              |                                                                                            | ED. Villa mit Einfriedung | Haus Sydow, auch Villa Madelon                                             |
| Städtisches Altersheim, Altfriedstein                                                                                                | Prof.-Wilhelm-Ring 1 (Lage)                     | NDL       | 1544 Anwesen, um 1740, 1902 tlw. umgebaut, Brunnen um 1790 | Schilling & Graebner (Umbau)                                                               | ED. Ehemaliges Weinberghaus mit Fragment einer barocken Brunnenanlage. Villenkolonie Altfriedstein. Besitzer, Bewohner: Andreas Allenbecke von „Freibergk“, Christian Siegmund von Reichenbrodt auf Schrenkendorf, Oberlandweinmeister Friedrich Roos, Heinrich Graf von Brühl, Louise Sophia Johanna Gräfin von Zinzendorf und Pottendorf, Ludwig Graf Senfft von Pilsach, Schilling & Graebner, Jeanne Berta Semmig, Ellen Schou                                                                                            | Herrenhaus Altfriedstein, von der Moritzburger Straße aus (Postkarte 1905) |
| Kleinkinderbewahranstalt der Parochie Radebeul, Evangelische Kindertagesstätte mit Integration und Montessoripädagogik               | Riesestraße 3 (Lage)                            | SER       | 1897/98                                                    | Carl Käfer, Gustav Röder (Veränderungen)                                                   | ED. 1897 Ersatzbau für die aufgegebene Anstalt in der Querstraße. Mietshaus?, heute Kindertagesstätte | Riesestraße 3                                                              |
| Kurgebäude Dr. Kadner’s Sanatorium, Dr. Oeder’s Diätkuranstalt, Rentnerheim Niederlößnitz                                            | Schweizerstraße 3 (Lage)                        | NDL       | 1892                                                       | Adolf Neumann                                                                              | ED. Mietvilla mit Einfriedung | Schweizerstraße 3                                                          |
| Heilanstalt für Geisteskranke Dr. Bräunlich, Schloss Wackerbarth                                                                     | Wackerbarthstraße 1, Mittlere Bergstraße (Lage) | NDL       | 1727–29, 1743 Jacobstein, 1853, 1916/17                    | Johann Christoph Knöffel, Matthäus Daniel Pöppelmann, Georg Heinsius von Mayenburg (Umbau) | ED SG WLG. Sitz des Sächsischen Staatsweinguts. Schloss mit barocker Gartenanlage, Belvedere, Jacobstein, Reste von Gartenplastiken, Einfriedung, Erinnerungstafel und Weinberg einschließlich Grundstück Fliegenwedel. Bewohner: Christoph August von Wackerbarth, Joseph Anton Gabaleon von Wackerbarth-Salmour, Christian Friedrich von Gregory, August Josef Ludwig von Wackerbarth, Carl Lang, Elise Polko, Ernst von der Schulenburg, Albert von Carlowitz, Johann Georg Theodor Grässe. Radebeuler Bauherrenpreis 2004 | Schloss Wackerbarth                                                        |
| Kinderheim Nazareth, Kinderkreis Natur, Heimat, Gesundheit                                                                           | Waldstraße 24 (Lage)                            | OBL       | vor 1893                                                   |                                                                                            | Kein Denkmalschutz. Gehörlosenschule Radebeul-Ost, Kinderwochenheim der Dresdner Verkehrsbetriebe, Kinder- und Jugendhilfezentrum Kinderkreis Natur – Heimat und Gesundheit des Trägers Diakonie Kinderarche Sachsen. | Kinderheim Nazareth auf der Waldstraße 24                                  |
| Haus Salem | Winzerstraße 34 (Lage)                          | NDL       | 1871/72, um 1910, 1915                                     | Moritz Große (Ursprungsbau), Gebrüder Kießling (Entwurf Umbau), Alfred Große (Umbau)       | ED. Villa, als Altenheim genutzt, ehemaliges Schwestern-Erholungsheim der Diakonissenanstalt Dresden | Haus Salem (nach 1900)                                                     |
| Ärztehaus, Villa Zillerstraße 13 | Zillerstraße 13 (Lage)                          | NDL       | 1874                                                       | Gebrüder Ziller                                                                            | Kein Denkmalschutz. Villa, heute Ärztehaus. Pendant zum Gotischen Haus als Eingangssituation in die südliche Zillerstraße, vom Zillerplatz aus | Ärztehaus Zillerstraße 13                                                  |
| Schramm-Klinik, Villa Kolbe | Zinzendorfstraße 16 (Lage)                      | RAD       | 1890/91                                                    | Otto March (Entwurf), Gebrüder Ziller (Baugewerke)                                         | ED WLG. Villa mit Garten und Einfriedung. Bewohner: Carl Kolbe | Villa Kolbe, von Nordwesten                                                |